# Tatra 141
| Zugmaschine Tatra 141 6×6 | Zugmaschine Tatra 141 6×6                                                                   |
| --- | ------------------------------------------------------------------------------------------- |
| |                                                                                             |
| Bauzeit: | 1957–1970                                                                                   |
| Stückzahl: | 4.981                                                                                       |
| Entwicklungsland: | Tschechoslowakei                                                                            |
| Motor |                                                                                             |
| Typ | 1957–1960: T 111 A-8, V12-Diesel, luftgekühlt 1961–1965: T 111 A-5, V12-Diesel, luftgekühlt |
| Hubraum | 14.825 cm³                                                                                  |
| Bohrung/Hub | 110/130 mm                                                                                  |
| Verdichtung | 16,5/1                                                                                      |
| Einspritzpumpe | 2 Sechszylinder Motorpal                                                                    |
| Höchstleistung | 136 kW (185 PS) bei 2.000/min                                                               |
| max. Drehmoment | 726 Nm bei 1.200/min                                                                        |
| Kraftstofftank | 420 l                                                                                       |
| Kraftübertragung |                                                                                             |
| Zweischeiben-Trockenkupplung, hydraulisch betätigt, mit pneumatischer Verstärkung mechanisches Viergang-Getriebe, pneumatisch unterstützt, mit Zweigang-Zusatzgetriebe und zweistufigen Planetengetriebe, Allradantrieb, Vorderradantrieb ist abschaltbar, Untersetzungsgetriebe in den Radnaben, Differenzialsperren |                                                                                             |
| Fahrgestell |                                                                                             |
| Zentralrohrrahmen, Pendelachsen, Teleskopstoßdämpfer Reifen 11.00-20 , Vorderachse mit mechanischer Schneckenlenkung ausgeführt und als Pendelhalbachse mit Blattfeder abgefedert, hydraulische Lenkhilfe, Hinterradachse als Pendelhalbachse ausgeführt sowie gefedert mittels halbelliptischer Längsblattfeder      |                                                                                             |
| Bremsen |                                                                                             |
| pneumatische Zweikreis-Betriebsbremsanlage mit Trommelbremsen, Feststellbremse mechanisch, Anhängerbremsanlage mit Zweileitungsanschluss |                                                                                             |
| Aufbau |                                                                                             |
| Fahrerhaus hinter Motorhaube, feststehend, 8 Sitze, 4 Türen, Stahlpritsche 2.465 × 2.420 × 500 mm |                                                                                             |
| Abmessungen, Gewichte und Fahrleistungen |                                                                                             |
| Länge / Breite / Höhe | 7.450 / 2.580 / 2.600 mm Höhe ohne Rundumkennleuchte                                        |
| Radstand | 3.500 + 1.220 mm                                                                            |
| Leergewicht | 12.140 kg                                                                                   |
| Nutzlast | 5.500 kg (Ballast)                                                                          |
| Anhängelast | 100.000 kg                                                                                  |
| Höchstgeschwindigkeit | 60 km/h (ohne Anhänger)                                                                     |
| Verbrauch | ca. 70 l pro 100 km                                                                         |
| Steigfähigkeit | 15,1 % (bei 122 t Zuggesamtgewicht)                                                         |

Der Tatra 141 war ein schwerer dreiachsiger Lastkraftwagen des tschechoslowakischen Fahrzeugherstellers Tatra. Er wurde aus dem Tatra 111 speziell als Schwerlastzugmaschine entwickelt und ab 1967 vom Tatra 813 abgelöst.

## Einsatzgebiet
Der Tatra 141 war in erster Linie für das Ziehen schwerster Lasten bei der Eisenbahn, dem Bauwesen und der Armee vorgesehen. In erster Linie war das Fahrzeug zum Ziehen von Culemeyer-Straßenrollern konstruiert. Das zeigt die geräumige, für 8 Personen ausgelegte Ganzstahl-Doppelkabine und die kurze Pritsche, die für einen zusätzlichen Ballast von 5.500 kg vorgesehen war. Charakteristisch für die Fahrzeuge waren die wie beim Tatra 111 ausgeführte Motorhaube und die heckseitig angebrachten Ersatzräder. Hergestellt wurden die Zugmaschinen jedoch nicht in Kopřivnice, sondern im Zweigwerk von Tatra in Bánovce nad Bebravou in der heutigen Slowakei. In der DDR wurden die Fahrzeuge zwischen 1960 und 1970 importiert. 8 Zugmaschinen vom Typ Tatra 141 sind in Deutschland erhalten geblieben, in Tschechien und der Slowakei sollen 15 Fahrzeuge erhalten sein.
Weiter erinnern verschiedene Modelle an den Oldtimer. So ein etwas älteres Modell im Maßstab 1:87 von Espewe, im Maßstab 1:43 existiert eine neuere Ausführung.

## Technik
Die Technik des Fahrzeuges basierte auf der des Tatra 111. Wie alle Lastkraftwagen von Tatra wurden auch die Zugmaschinen nach dem Tatra-Prinzip hergestellt, also mit Zentralrohrrahmen, Allradantrieb und Stirnrad-Differentialgetriebe. Die in der Zeit von 1957 bis 1960 gebauten Fahrzeuge wurden in einer Stückzahl von 640 Exemplaren gebaut und besaßen den Motor T 111 A-8 mit einer Antriebsleistung von 180 PS. Die von 1961 an gebauten Fahrzeuge besaßen dann die Antriebseinheit T 111 A-5 mit einer Leistung von 185 PS. Von dieser Variante wurden 4341 Exemplare hergestellt. Allen Varianten gemeinsam war der Zwölfzylinder-Viertakt-Dieselmotor mit Luftkühlung. Der Motor besaß 3 Nockenwellen. Die Schmierung des Motors war eine Druckumlaufschmierung. Entgegen dem Tatra 111 wurden die Abgase der Antriebseinheit hinter dem Kabinendach nach oben abgeleitet. Die Zugmaschine war mit der Bereifung 11.00-20, bei der Vorderradachse als Einzelradbereifung, bei den beiden Hinterrädern als Zwillingsbereifung ausgeführt. Die Zugmaschine war zusätzlich mit einer Seilwinde ausgestattet. Diese konnte bis zu 100 m ausgezogen werden und besaß eine Zugkraft von 8.000 kp.
Typisch für die Lkw von Tatra besitzen die Räder, bedingt durch das Zentralrohrrahmen-Prinzip, beim Ausfedern einen positiven Sturz. Die Frontscheiben besaßen entgegen dem Tatra 111 eine positive Neigung. Das zeigt den Einsatz der Fahrzeuge vorrangig für den zivilen Bereich. Sie besaßen eine elektrische Lichtmaschine von 12 V und 200 W. Angelassen wurde der Dieselmotor ebenfalls elektrisch mit einem Anlasser von 24 V mit 4,4 kW Leistung.

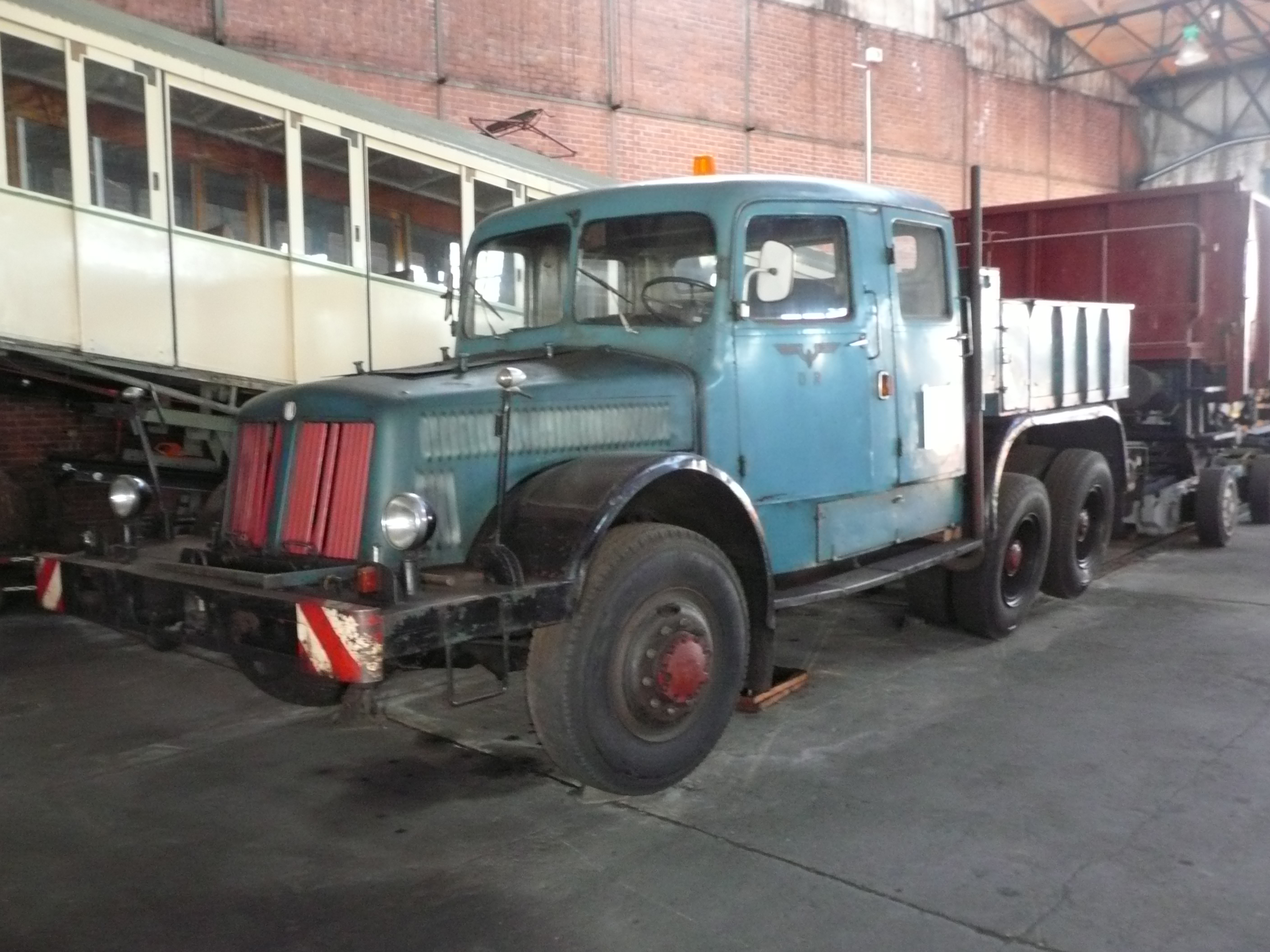
Erhaltener Tatra 141 beim Verkehrsmuseum Dresden
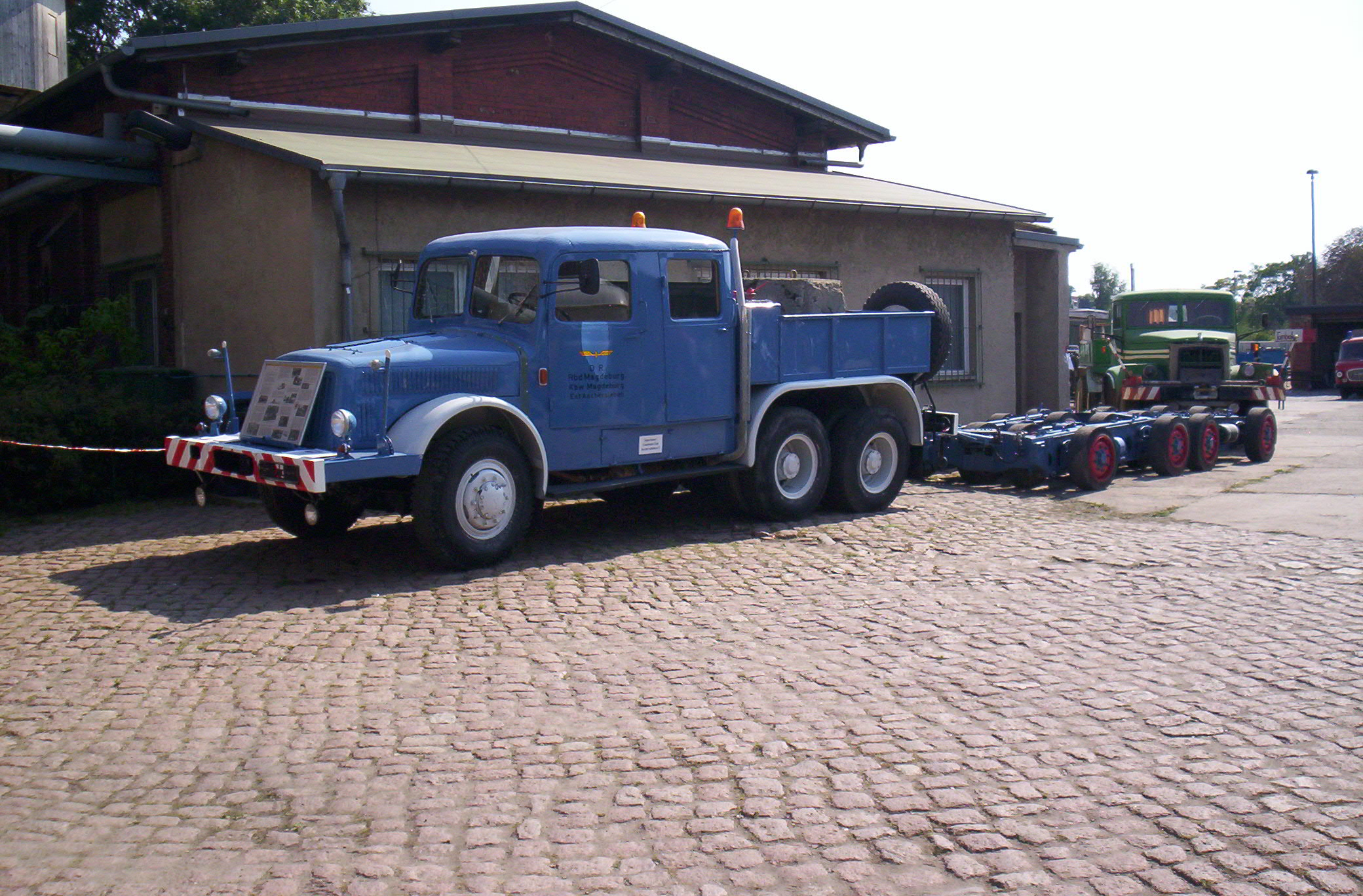
Erhaltener Tatra 141 aus Aschersleben
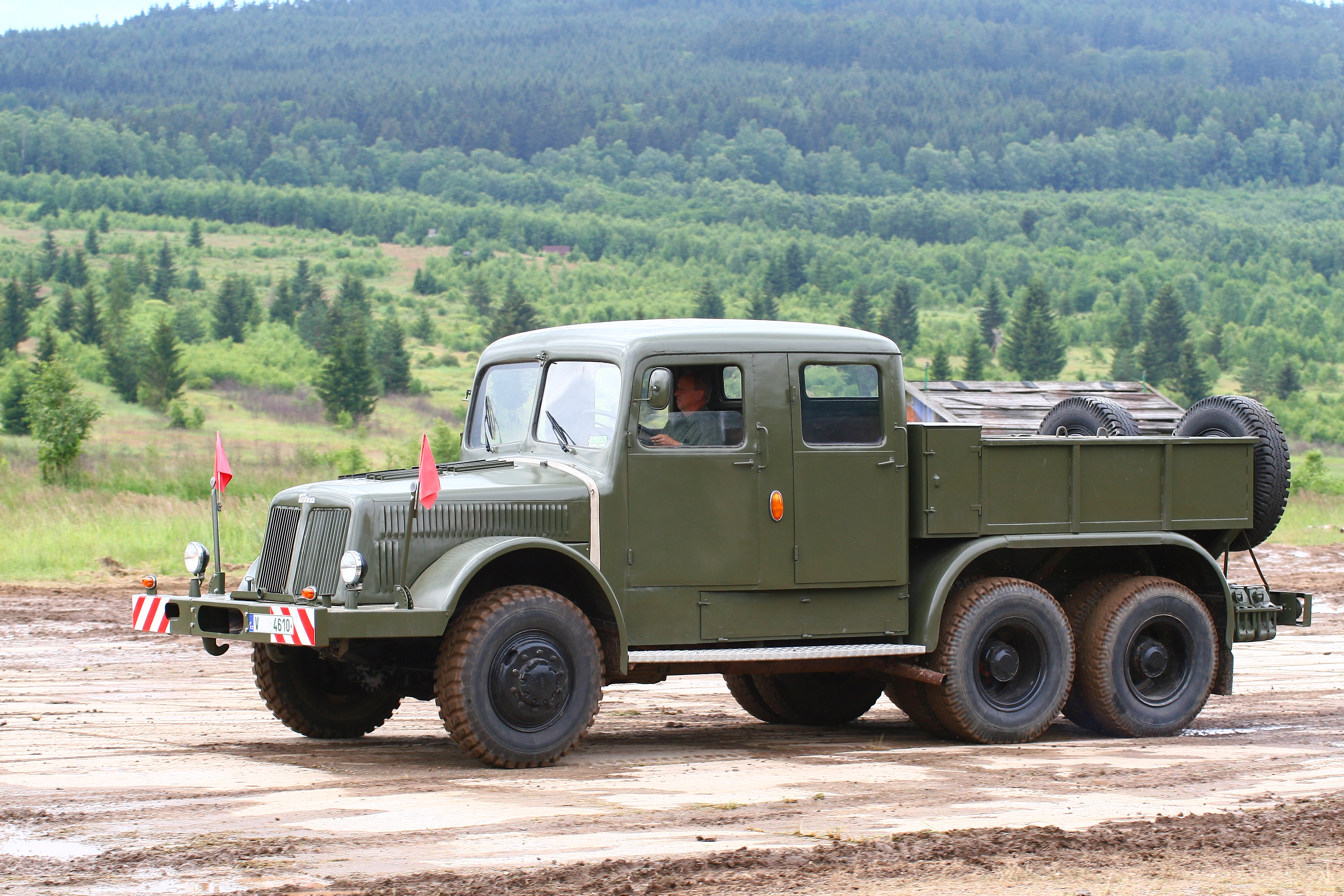
Tatra 141 als Militärvariante